# Das falsche Wort
Das falsche Wort ist ein deutscher Dokumentarfilm von Katrin Seybold aus dem Jahr 1987 über den Völkermord an damals sogenannten Zigeunern während der NS-Zeit.

## Inhalt
Der Film untersucht den Völkermord an den Sinti und Roma (Porajmos) in Deutschland während der NS-Diktatur und zeigt bisher zurückgehaltenes Material über die Täter und fehlende Wiedergutmachung. So hätte eine Sintezza für Wiedergutmachung eine Aussage des Arztes gebraucht, der an ihr eine Zwangssterilisation vornahm.

## Produktion
Die Drehbuchautorin Melanie Spitta stammt selbst von Überlebenden des Porajmos ab und erzählt im Film deren Geschichte. Auslöser für den Dreh des Films war ein Besuch im Konzentrationslager Auschwitz mit anderen Überlebenden. Bei der Recherche kümmerte sich Spitta um die Roma-Perspektive und Seybold um die deutsche Perspektive. Nach Produktion des Films fanden die beiden zunächst keinen Verleih, der den Film übernehmen wollte.
Seybold äußerte, dass sie zuerst Unglauben und dann Wut über die ungerechte Behandlung gegenüber den Roma empfunden habe.
Der Film wurde in einer überarbeiteten Fassung ab 2013 erneut in Kinos gezeigt. Für die Berlinale 2025 wurde der Film digital restauriert und wurde dort in der Kategorie Forum Special gezeigt.

## Rezeption
Der Film ist Teil der Bürgerrechtsbewegung der Sinti und Roma und zeigte als erster die Geschichte aus ihrer Sicht. Er wird deshalb als „Meilenstein“ gesehen und führte zu einem „Paradigmenwechsel“ in der westdeutschen Politik mit dem NS-Unrecht.
Bert Rebhandl von cargo: „Das falsche Wort ist zugleich Recherche, Klage und Anklage, die wehmütige Musik von Georges Boulanger und die das deutsche Volk direkt adressierenden Formulierungen von Melanie Spitta fügen ein berechtigt wehmütiges Pathos zu der eingehenden Archivarbeit hinzu.“
Die Redaktion des Lexikon des internationalen Films merkte an, dass der Film  „an der dramaturgisch nur bedingt überzeugenden Auslegung des Materials [kranke], […] aber durch die Vehemenz der filmischen Anklage und die Erzählungen der Zeugen auf[rüttle].“